# Nova vida a Nova York
Nova vida a Nova York (francès: Casse-tête chinois) és una pel·lícula de comèdia dramàtica romàntica del 2013 escrita i dirigida per Cédric Klapisch. És la tercera i última entrega de la trilogia Apartament espanyol, després d'Una casa de bojos (2002) i Les nines russes (2005). S'ha doblat i subtitulat al català.
Es va estrenar mundialment al Festival de Cinema Francòfon d'Angulema de 2013. Va arribar als cinemes de França el 4 de desembre de 2013 a càrrec StudioCanal i a Bèlgica l'11 de desembre de 2013 per Cinéart.
La pel·lícula va ser nominada a la millor música original als 3nsè premis César, i va quedar en segon lloc al Premi del Públic a la millor pel·lícula narrativa del 57è Festival Internacional de Cinema de San Francisco.